# (27908) 1996 TX9
1996 تي أكس 9 (ويعرف أيضًا باسم (27908) 1996 تي أكس 9 وفق تسمية الكوكب الصغير) (بالإنجليزية: 1996 TX9)‏ هو كويكب ضمن حزام الكويكبات؛ وترتيبه 27908 من حيث الاكتشاف.
اكتُشف هذا الجُرم الفلكي بواسطة Stephen P. Laurie ‏ في 4 أكتوبر 1996.

## وصلات خارجية
- (27908) 1996 TX9 في قاعدة بيانات مختبر الدفع النفاث لأجرام النظام الشمسي الصغيرة

- الاكتشاف · مخطط المدار ·  العناصر المدارية · المعلمات المادية

- (27908) 1996 TX9 على موقع ويكي سكاي: DSS2, SDSS, GALEX, IRAS, Hydrogen α, X-Ray, Astrophoto, Sky Map, Articles and images